# Tanel Kangert
Tanel Kangert (* 11. März 1987 in Vändra, Estnische SSR, UdSSR) ist ein ehemaliger estnischer Straßenradrennfahrer.

## Sportliche Karriere
Tanel Kangert gewann 2005 die Gesamtwertung des Junioren-Rennens Course de la Paix Juniors. In der Saison 2007 wurde er estnischer Meister im Straßenrennen der U23-Klasse. Bei der Tour du Gevaudan gewann er das dritte Teilstück und konnte so auch die Gesamtwertung für sich entscheiden. Später erhielt er einen Platz als Stagiaire bei dem ProTeam Ag2r Prévoyance, wo er zur Saison 2008 einen festen Vertrag erhielt. Kangert startete bei den Straßen-Radweltmeisterschaften 2007 in Stuttgart und belegte den siebten Platz im U23-Zeitfahren. 2008 wurde Kangert erstmals estnischer Meister im Einzelzeitfahren. 2009 bis 2011 nahm Kangert an einzelnen Rennen im Cross-Country teil, 2011 wurde er estnischer Meister im Mountainbike-Marathon.
Zur Saison 2011 wechselte Kangert zum Team Astana, bei dem er bis 2018 blieb. Während der Zeit wurde er noch dreimal nationaler Meister im Einzelzeitfahren, 2012 zudem estnischer Straßenmeister. 2012 erzielte er einen Sieg auf der UCI WorldTour, als er die letzte Etappe der Tour de Suisse gewann. In der Saison 2013 erreichte er bei insgesamt 17 Grand-Tour-Teilnahmen seiner Karriere mit dem elften Rang bei der Vuelta a España das beste Ergebnis in der Gesamtwertung sowie als Zweiter auf der 16. Etappe des Giro d’Italia die beste Einzelplatzierung in der Tageswertung. In der Saison 2016 konnte er mit der Gesamtwertung der Abu Dhabi Tour einen Sieg bei einer Rundfahrt seinem Palmarès hinzufügen, den Grundstein dafür legte er mit dem Sieg auf der Königsetappe. Beim Giro del Trentino gewann er von den vier Etappen zwei Etappen und das Mannschaftszeitfahren und belegte am Ende den zweiten Platz in der Gesamtwertung.
Von 2019 bis 2022 fuhr Kangert jeweils zwei Saisons für die Teams EF Education und BikeExchange, blieb jedoch ohne weitere zählbare Erfolge. Nach der Saison 2022 beendete er im Alter von 35 Jahren seine Karriere als Radrennfahrer.
Kangert nahm 2008, 2016 und 2021 jeweils am Straßenrennen der Olympischen Sommerspiele teil und belegte den 68., 9. und 46. Platz. 2020 wurde er zudem 22. im Einzelzeitfahren.

## Erfolge
2007
- Estnischer Meister – Straßenrennen (U23)

2008
- Estnischer Meister – Einzelzeitfahren

2010
- SEB Tartu Grand Prix
- Estnischer Meister – Einzelzeitfahren

2011
- Estnischer Meister – MTB-Marathon

2012
- eine Etappe Tour de Suisse
- Estnischer Meister – Straßenrennen

2013
- Estnischer Meister – Einzelzeitfahren
- Mannschaftszeitfahren Vuelta a España

2016
- zwei Etappen und Mannschaftszeitfahren Giro del Trentino
- Gesamtwertung und eine Etappe Abu Dhabi Tour

2018
- Estnischer Meister – Einzelzeitfahren

## Grand Tours-Platzierungen
| Grand Tour            | 2011 | 2012 | 2013 | 2014 | 2015 | 2016 | 2017 | 2018 | 2019 | 2020 | 2021 |
| --------------------- | ---- | ---- | ---- | ---- | ---- | ---- | ---- | ---- | ---- | ---- | ---- |
| Giro d’ItaliaGiro     | –    | 26   | 14   | –    | 13   | 23   | DNF  | DNF  | 18   | 32   | 21   |
| Tour de FranceTour    | –    | –    | –    | 20   | 22   | 26   | –    | 16   | 27   | –    | –    |
| Vuelta a EspañaVuelta | 64   | –    | 11   | DNF  | –    | –    | –    | –    | –    | –    | –    |